# Сера ди Пепе (Потенца)
Сера ди Пепе (итал. Serra di Pepe) је насеље у Италији у округу Потенца, региону Базиликата.
Према процени из 2011. у насељу је живело 30 становника. Насеље се налази на надморској висини од 876 м.